# Lober-Leine-Kanal

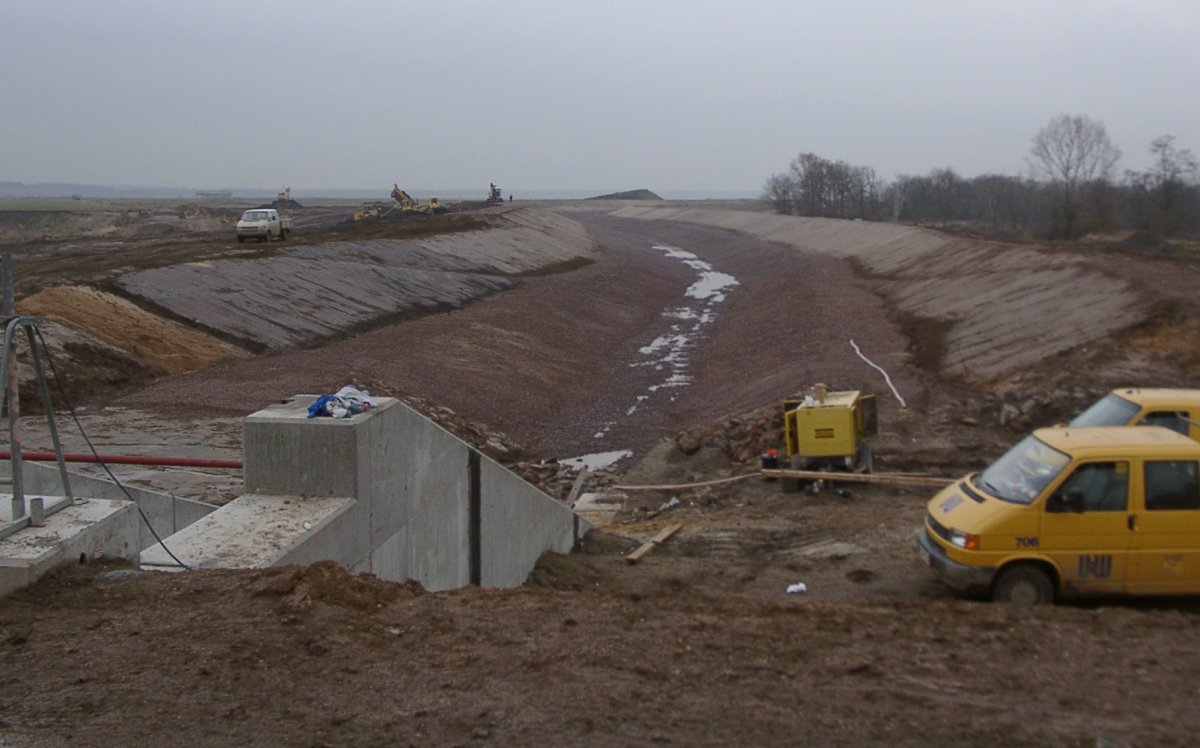
Lober-Leine-Kanal im Bau

Der Lober-Leine-Kanal ist der künstliche Abfluss der Flüsse Lober und Leine in die Mulde. Er beginnt nördlich von Benndorf und mündet zwischen Pouch und Löbnitz (Kreis Delitzsch) in die Mulde. Der Kanal wurde zwischen 1949 und 1951 angelegt, da die ursprünglichen Flussbetten dem Tagebau Goitzsche weichen mussten. Er hatte eine Länge von etwa 14 Kilometern und wurde 1982 zur Baufeldfreimachung für den Tagebau Rösa erneut verlegt. Nach dem Hochwasser 2002, bei dem die Mündung zerstört wurde, ist er zeitweise für die Flutung des Tagebaurestloches Seelhauser See genutzt worden.
Im Jahr 2004 wurde der Kanal und die Einmündung in die Mulde mit umfangreichen Tiefbauarbeiten wiederhergestellt.